# Остготы
Остго́ты (остроготы (лат. Ostrogothi) или грейтунги, гревтунги (лат. Greutungi)) — древнегерманское племя, составлявшее восточную ветвь готского племенного объединения, распавшегося к середине III века (либо к 268—270 годам) на две племенные группы: вестготов и остготов.
Сыграли определённую роль в этногенезе некоторых народов Европы. В частности, наряду с лангобардами, остготы считаются одними из далёких предков современных итальянцев.

## С середины III века по освобождение из-под власти гуннов

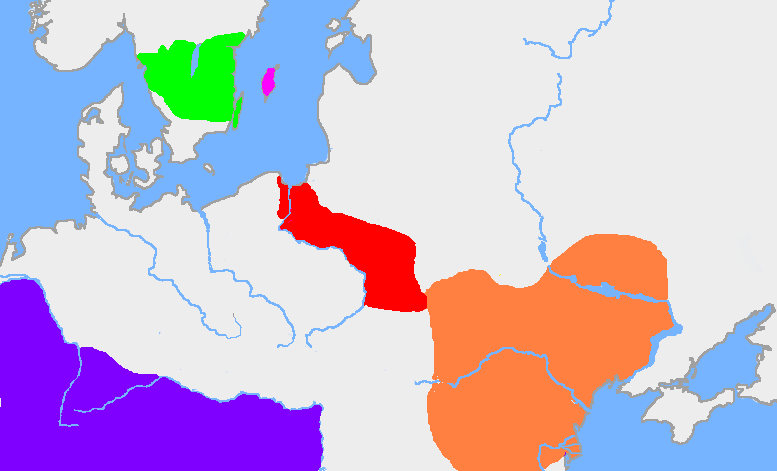
Вельбарская и черняховская культуры в III веке н. э.:
— Готланд,
— Гёталанд (историческая территория),
— Вельбарская культура,
— Черняховская культура,
— Римская империя

Традиционно ветвь остготов отводят от «степняков»-грейтунгов, а вестготов — от «лесных» тервингов. Разделение внутри готов впервые было засвидетельствовано в 291 году; однако в этот период известны только тервинги, а грейтунги были упомянуты только между 392 и 395 годами Аммианом Марцеллином.
В III—IV веках ареал проживания остготов от ареала вестготов отделяло Днепро-Днестровское междуречье; остготы тогда жили в Крыму и степях Приазовья между Днепром и Доном. Соответственно, будущие крымские готы ближе к этой ветви.
Археологическими исследованиями установлено, что в начале IV века отдельные группы носителей черняховской культуры с выразительной вельбарской традицией начали продвигаться на север от реки Стугны, вытесняя население киевской культуры; по мнению Р. В. Терпиловского, указанная ситуация наиболее точно соответствует описанным Иорданом войнам остготов с венетами.
Основателем остготского королевства считается Германарих, происходивший из рода Амалов, некогда управлявшего всеми готами в Ойуме. Соседи уважали Германариха за храбрость, в народных преданиях он занимает видное место. Во главе готов-грейтунгов он подчинил германские племена тайфалов, герулов и др., кроме вестготов, а также племена Северного Причерноморья.
Около 370 года у низовьев Дона появились гунны и напали на богатые владения остготов. Германарих повёл свои войска против гуннов, но был разбит. После убийства Германариха в 375 году его преемник Витимир — Винитарий («Витимир — победитель венедов») напал на страну союзных гуннам антов и приказал распять их вождя Боза, его сыновей и 70 старейшин; вскоре после этого Витимир сражался с гуннами, но тоже был разбит и пал на поле битвы в 376 году. Полководцы Алатей и Сафрах отступили с уцелевшими остготами и маленьким сыном Витимира к Днестру, под прикрытие лагеря вестготов; остальные остготы покорились гуннам, которые оставили их жить на прежних местах.
Многие остготские военачальники и даже потомки Амалов встречаются потом среди полководцев Аттилы, который совершал свои походы вместе с остготами. При восточноримском императоре Феодосии часть остготов была поселена в Малой Азии — Лидии и Фригии. После смерти Аттилы его государство начало распадаться, и остготы поселились в Паннонии, восстав против гуннов под предводительством трёх братьев из рода Амалов, Валамира, Теодемира и Видимира I. В 454 году в Паннонии произошла битва при реке Недао, в результате которой гуннское владычество в Европе было окончательно подорвано.

## Королевство остготов

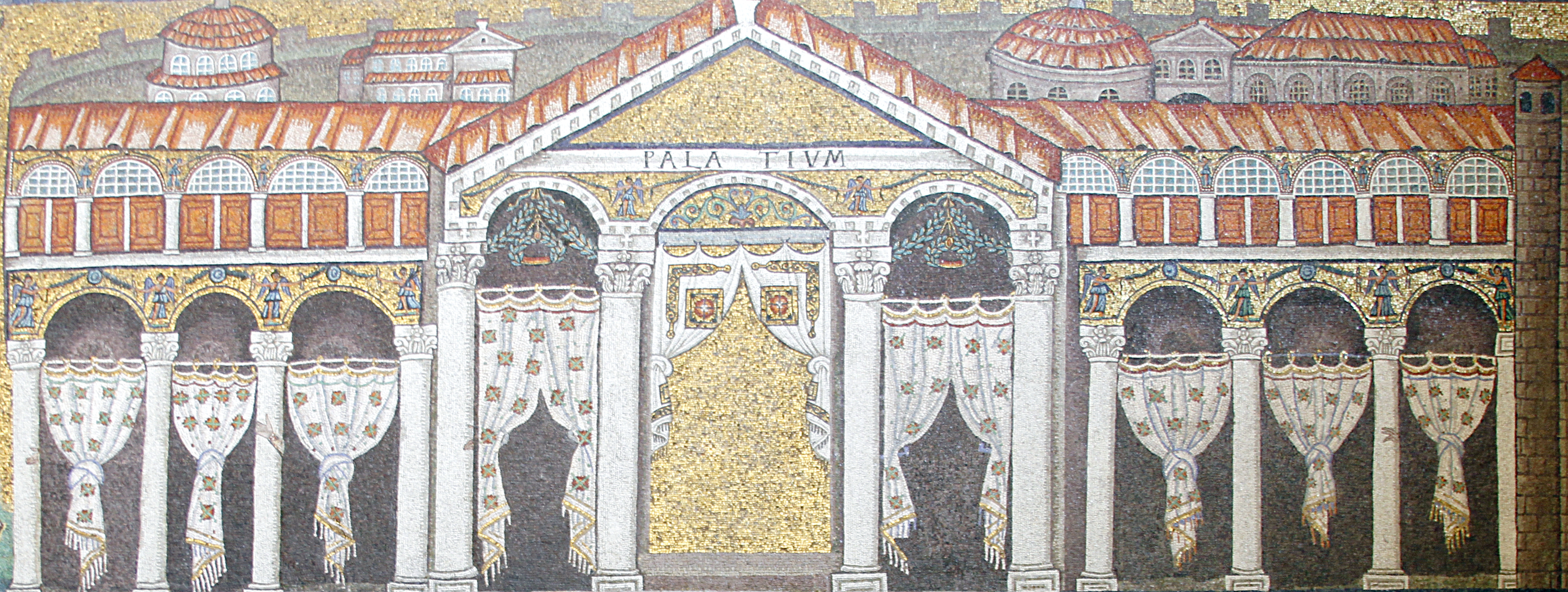
Дворец Теодориха на мозаике из Сант-Аполлинаре-Нуово

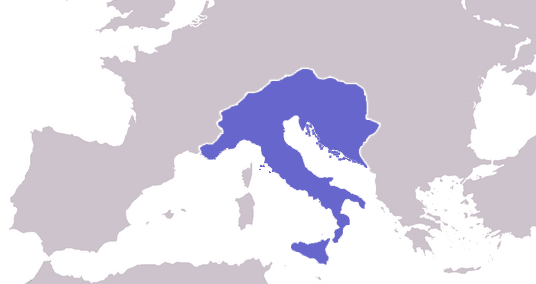
Границы королевства остготов

При императоре Маркиане огромное число остготов поселилось в провинции Паннония на правах федератов. Однако из-за того, что император Восточной Римской империи Лев I Макелла не платил жалование остготам, последние всё чаще нападали на Иллирию, требуя уплаты дани, а затем включили Иллирию и Далмацию вместе с Италией в состав своего государства, в русском языке получившем название Королевство остготов. Они заключили союз с Гейзерихом для нападения на Восточную Римскую империю.
В 454 году любимая наложница Теодемира, Эрелива (Евсевия или Елиена), родила сына Теодориха, впоследствии прозванного Великим. В детстве, после того, как в 461 году между остготами и Восточной Римской империей был заключён мир, он был отправлен заложником в Константинополь, где получил воспитание и образование. Вернувшись к отцу в возрасте 18 лет, он наследовал ему около 475 года, а в 481 году стал единым королём всех остготов. С согласия императора Зенона Теодорих отправился в поход против Италии, где правил тогда Одоакр.
Зимой 488 года готы собрались с Паннонских равнин в Новы, столицу королевства Теодориха, и в числе до 250 000 двинулись в Италию. Благодаря крепкой Равенне, Одоакр несколько лет защищался, но в 493 году с ним был заключён мирный договор, по которому Теодорих и он вместе должны были править Италией. Впоследствии Теодорих убил Одоакра и остался единственным повелителем Италии, а также Норика, Реции, Тироля. Мечтой Теодориха было слить остготов и римлян в один народ, объединить римский элемент с германским, насадить римскую культуру среди германцев и подчинить варваров.
Но Теодорих не был императором: он был наместником императора Восточной Римской империи (dominus rerum) и готским королём. Его отношения с империей были фальшивы, так как ему необходимо было жить в мире с нею, но в то же время он хотел быть независимым правителем. Внешняя политика Теодориха имела мирный характер; он был старшим между всеми королями варваров. Он смотрел на себя и остготов, как на посредников между античным миром и варварским. Семейство Теодориха получило римское образование. Будучи арианином, он отличался веротерпимостью, но религиозный антагонизм готов-ариан и никейцев-римлян был главным препятствием успеху его стремлений. При дворе Теодориха жили Симмах, Боэций, Кассиодор, Иордан.
Религиозные распри служили поводом к столкновениям королевства остготов с Восточной Римской империей; это ожесточило Теодориха, и под конец жизни он стал преследовать сенаторов и никейцев. В 526 году Теодорих умер, и с этого времени начинается быстрый упадок остготского королевства, которое при Теодорихе достигло высшей степени процветания.
Сначала правила дочь Теодориха Амаласунта (526—534) как опекунша своего малолетнего сына Аталариха. Умная и образованная, она не пользовалась любовью готов, потому что покровительствовала римлянам. Она возвратила детям Боэция и Симмаха конфискованные имения их отцов, руководствовалась в своей деятельности советами Кассиодора, а своего сына Аталариха заставляла заниматься науками.

## Падение королевства

### Вторжение Велизария
После смерти Аталариха (октябрь 534 года) Амаласунта пыталась вернуть себе королевскую власть путём замужества, предложив своему двоюродному брату Теодохаду стать её мужем, но управление королевством предоставить исключительно ей. Она заставила Теодахада поклясться, что он будет довольствоваться лишь именем короля; однако Теодахад, едва став в ноябре 534 году соправителем своей жены, в конце того же года при помощи антиримской ариано-готской партии Амаласунту сверг и заточил на острове озера Больсена, где она весной 535 года была умерщвлена.
Юстиниан, который ещё при жизни Амаласунты был в сношениях с остготами, думая присоединить Италию к своей империи, в 535 году взял на себя роль мстителя за Амаласунту (которая, кстати, пользовалась симпатиями римского населения Италии) и объявил остготам войну, тянувшуюся почти 20 лет и закончившуюся падением Остготского королевства. Уже в начале этой войны (535—536) к империи были присоединены Далмация, Сицилия, Сардиния и Корсика. В 536 году Велизарий, полководец Юстиниана, взял Неаполь, покорил Кампанию, а за нею — и всю Южную Италию.
Видя, что Теодохад не в силах отстоять своё королевство, часть войска остготов в ноябре 536 года новым королём провозгласила Витигеса — незнатного, но храброго воина; Теодахад вскоре был убит подосланным от Витигеса воином.
Витигес женился на дочери Амаласунты и начал готовиться к войне. Собрав около 150 000 войска и обратившись за помощью к франкам, которым обещал уступить Прованс, он стал осаждать Рим (537—538). Однако военное искусство и вероломство Велизария заставили остготов, после года осады, отступить и поспешно удалиться в Равенну; Велизарий овладел почти всей Средней Италией, взял, при помощи хитрости, Равенну (декабрь 539 года) и в начале 540 года вернулся в Константинополь, приведя с собой пленного Витигеса. Последний обратился в православие и получил богатые имения в Малой Азии, а также сан сенатора и титул патриция.

### Контрнаступление
Однако, остготы не прекратили борьбы. Они избрали королём Ильдебада (540—541), храброго полководца, племянника вестготского короля Теудиса. Он удачно сражался с мелкими отрядами врагов, но был убит. В 541 году королём был выбран Эрарих, который через 5 месяцев был убит за сношения с Юстинианом. После его смерти остготы выбрали королём Тотилу, сына брата Ильдебальда. Тотила, стянув к себе разбросанные отряды остготов, перешёл Апеннины, взял Беневент, Кумы и Неаполь и занял всю Южную Италию, а в 546 году вступил в Рим. В противовес поборам восточноримских чиновников Тотила отменил колонам государственный налог, оброк же стал взимать в казну, а в армию привлекал даже беглых рабов.

### Вторжение Нарсеса, гибель королевства

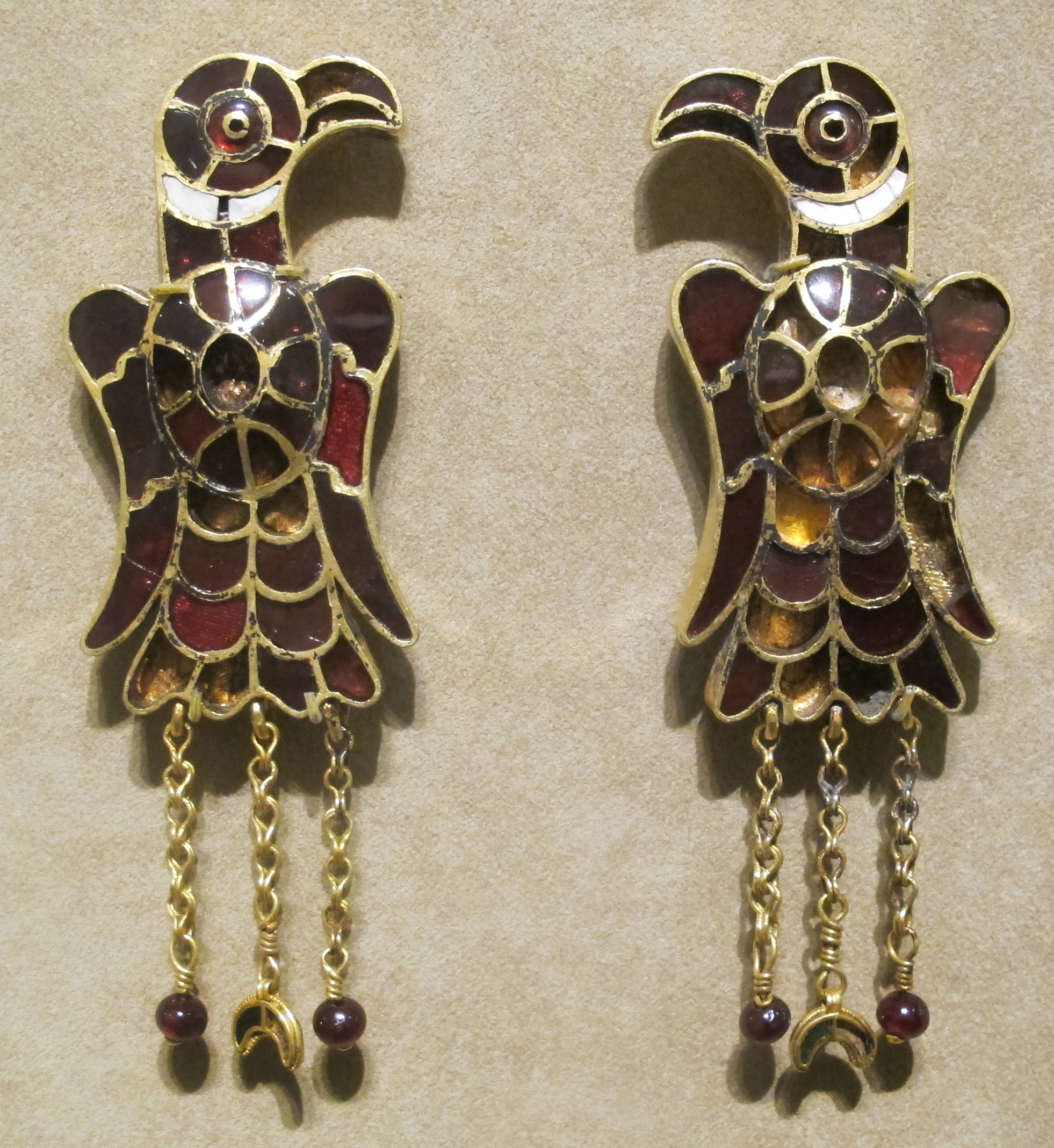
Остготские серёжки, Метрополитен-музей

Юстиниан вторично послал Велизария в Италию, но у него не было достаточного количества военных запасов и в 549 году он должен был удалиться из Италии. Остготы завладели Сицилией и Корсикой, разграбили Керкиру и берега Эпира. Юстиниан, однако, не согласился на мир, который ему предлагал Тотила, и готовился к большой войне. Узнав об этом, приморские города Анкона, Кротон и Центум Целлы, ещё не взятые остготами, стали усиленно готовиться к обороне, но близ Анконы был разбит готский флот. Новый главнокомандующий восточно-римских войск в Италии, стратег армянского происхождения, Нарсес двинулся к Равенне. Решительная битва произошла в июле 552 года при Тагине (в Этрурии); остготы были разбиты, а сам Тотила умер от смертельной раны.
Собравшись в Павии, войска остготов выбрали королём Тейю, отважного полководца Тотилы. Это был последний король остготов. С небольшими остатками остготов Тейя отправился из Павии на помощь к осажденному его брату Алигерну. На берегу ручья Сарна, впадающего в Неаполитанский залив, он встретился с Нарсесом. Голод заставил остготов вступить в отчаянный бой, который продолжался три дня; Тейя был убит, часть остготов отправилась в Павию, другие разбрелись по Италии. Брат Тейи, Алигерн, долго защищал Кумы, где находилась королевская казна. Остготы ещё надеялись вернуть себе Италию при помощи франков и алеманнов, но в 554 году те были разбиты Нарсесом на берегу Вольтурны, у Казилина. Уцелевший отряд остготов в количестве 7 000 воинов засел в горной крепости Кампса, хорошо снабжённой продовольствием; через несколько месяцев, однако, и этот отряд сдался Нарсесу. После двадцатилетней борьбы королевство остготов пало.
Юстиниан издал «Прагматическую санкцию», отменявшую в занятой византийцами Италии нововведения Тотилы (восстанавливались имущественные права собственников, колоны и освобождённые рабы подлежали возврату) и распространявшую на неё действие Кодекса Юстиниана. Впрочем, историк Прокопий Кесарийский подчёркивает, что местному остготскому населению позволили и дальше жить в Италии.

## Правители остготов
- Острогота (Ostrogotha, 249)
- Книва (Cniva, ок. 250—271)

…
- Геберих (Geberic, 334—337)
- Германарих (Airmanareiks, ?—376)
- Витимир (Widumers, 375—376)
- Видирих (376—?)

…
- Валамир (Valamir, ок. 440—469)
- Теодемир (Theodemir) и Видимир I (ок. 469—474)
- Видимир II (Videmer II, 474)
- Теодорих Великий (Thiudoric, 489—526)
- Аталарих (Atthalaric, 526—534)
- Теодахад (Thiudahad, 534—536)
- Витигес (Wittigeis, 536—540)
- Ильдебад (Hildibad, 540—541)
- Эрарих (Heraric, Ariaric, 541)
- Тотила (Baduila, 541—552)
- Тейя (Theia, Teja, 552)

## Культура
В V—VI веках во время правления Теодориха Великого, были восстановлены многие памятники архитектуры Древнего Рима, статуи, акведуки, восстановлены многие улицы.